# Metrioptera domogledi
Metrioptera domogledi је инсект из реда Orthoptera и фамилије Tettigoniidae.

## Угроженост
Ова врста се сматра рањивом у погледу угрожености врсте од изумирања.

## Распрострањење
Врста је присутна у Мађарској и Румунији.

## Станиште
Врста Metrioptera domogledi има станиште на копну.